# اسميفع بن وعلة
سميفع أو أسميفع بن وعلة السبئي هو من ذرية آخر ملوك اليمن حسب المؤرخين العرب كان يلقب ب«ملك سبأ» وقد أقام الإسلام في اليمن، وشارك في الفتوحات الإسلامية. يعتقد الباحثون أنه ينتمي إلى أسرة الملك الحميري شميفع أشوع.
أبناؤه:
- عبد الله بن اسميفع السبئي.
- عبد الرحمن بن اسميفع السبئي.
- عبيد الله بن اسميفع السبئي.
- علقمة بن اسميفع السبئي.
- عمرو ابن اسميفع السبئي.
- شرحبيل بن اسميفع السبئي.

## مصدر
1. ↑  "عبد الرحمن بن اسميفع بن وعلة - The Hadith Transmitters Encyclopedia". hadithtransmitters.hawramani.com. مؤرشف من الأصل في 2022-11-29. اطلع عليه بتاريخ 2022-11-29.
2. ↑  الإكمال في رفع الارتياب عن المؤتلف والمختلف في الأسماء والكنى والأنساب ص 335 نسخة محفوظة 04 يوليو 2017 على موقع واي باك مشين.
3. ↑  "عبد الرحمن بن وعلة السبئي المصري". tarajm.com. مؤرشف من الأصل في 2022-11-29. اطلع عليه بتاريخ 2022-11-29.